# Flint, Wales
Flint (walesiska: Y Fflint) är en ort och community i Storbritannien.   Den ligger i kommunen Flintshire och riksdelen Wales, i den södra delen av landet, 280 km nordväst om huvudstaden London. Antalet invånare är 12 953.